# Association canadienne de communication
 (octobre 2022).
La mise en forme du texte ne suit pas les recommandations de Wikipédia : il faut le « wikifier ».
Les points d'amélioration suivants sont les cas les plus fréquents :
- Les titres sont pré-formatés par le logiciel. Ils ne sont ni en capitales, ni en gras.
- Le texte ne doit pas être écrit en capitales (les noms de famille non plus), ni en gras, ni en italique, ni en « petit »…
- Le gras n'est utilisé que pour surligner le titre de l'article dans l'introduction, une seule fois.
- L'italique est rarement utilisé : mots en langue étrangère, titres d'œuvres, noms de bateaux, etc.
- Les citations ne sont pas en italique mais en corps de texte normal. Elles sont entourées par des guillemets français : « et ».
- Les listes à puces sont à éviter, des paragraphes rédigés étant largement préférés. Les tableaux sont à réserver à la présentation de données structurées (résultats, etc.).
- Les appels de note de bas de page (petits chiffres en exposant, introduits par l'outil «  Source ») sont à placer entre la fin de phrase et le point final[comme ça].
- Les liens internes (vers d'autres articles de Wikipédia) sont à choisir avec parcimonie. Créez des liens vers des articles approfondissant le sujet. Les termes génériques sans rapport avec le sujet sont à éviter, ainsi que les répétitions de liens vers un même terme.
- Les liens externes sont à placer uniquement dans une section « Liens externes », à la fin de l'article. Ces liens sont à choisir avec parcimonie suivant les règles définies. Si un lien sert de source à l'article, son insertion dans le texte est à faire par les notes de bas de page.
- La présentation des références doit suivre les conventions bibliographiques. Il est recommandé d'utiliser les modèles {{Ouvrage}}, {{Chapitre}}, {{Article}}, {{Lien web}} et/ou {{Bibliographie}}. Le mode d'édition visuel peut mettre en forme automatiquement les références.
- Insérer une infobox (cadre d'informations à droite) n'est pas obligatoire pour parachever la mise en page.

Pour une aide détaillée, merci de consulter Aide:Wikification.
Si vous pensez que ces points ont été résolus, vous pouvez retirer ce bandeau et améliorer la mise en forme d'un autre article.
L’Association canadienne de communication (ACC; ou Canadian Communication Association en anglais) est une association nationale bilingue de chercheurs en communication, d'éducateurs et de professionnels des secteurs privé et public au Canada. Fondée en 1979, l'ACC/CCA cherche «à faire progresser la recherche et les études en communication, car elle croit qu'une meilleure compréhension de la communication est essentielle à la construction d'une société dynamique ,.»

## Historique

### 1970
On considère que la création de la CCA est due en partie aux recherches effectuées par la Commission royale de l'Ontario sur la violence dans l'industrie des communications (Commission LaMarsh) en 1976. Cette commission a réuni un certain nombre d'universitaires qui se sont ensuite rencontrés lors d'une conférence à l'Université de Windsor en 1978 et à nouveau en 1979 à Philadelphie où les présentations tendaient à se concentrer sur les recherches issues de la commission.Cette même année, la CCA a été créée le 1er juin 1979 lors de la Conférence des sociétés savantes (aujourd'hui le Congrès des sciences humaines et sociales) à Saskatoon, au Canada,. Le Journal canadien de la communication (en), qui existait déjà, a été élu journal officiel de l'association , mais les discussions sur cet arrangement ont abouti à l'absence de toute relation juridiquement contraignante entre les deux. La revue existe indépendamment de l'association et est la propriété de ses abonnés.

### 1980
Une partie des activités de la CCA au cours de ses premières années consistait à aborder la combinaison des perspectives canadiennes uniques et des théories naissantes sur la nature et la définition de la communication. Les «pionniers des études canadiennes en communication», notamment Earle Beattie, William Gilsdorf, Garth J. J., et le Dr Earle Beattie, William Gilsdorf, Garth Jowett, Annie Mear, William Melody, Walter Romanow, Paul Rutherford, Liora Salter, Eugene Tate, James R. Taylor, Gaëtan Tremblay, Gertrude Robinsonet d'autres. En effet, « la politique de l'Association canadienne de communication était fondée sur la recherche d'une réponse à la définition même de la communication,, »

### 1990
Au début des années 1990, les nouvelles et les discussions concernant l'association étaient communiquées par une liste de diffusion électronique appelée CCANet. Dans la seconde moitié des années 1990, l'Association des études sur la radio-télévision canadienne (AERTC) / Association for the Study of Canadian Radio and Television (ASCRT) a mis fin à son mandat d'association et a fusionné avec la CCA en raison d'un manque d'intérêt de la part des jeunes chercheurs.

## Conférence annuelle
La conférence a normalement lieu pendant le congrès de la Fédération canadienne des sciences humaines, un rassemblement de sociétés savantes de tout le pays. Ce congrès a généralement lieu entre la fin du mois de mai et le début du mois de juin dans une université canadienne.

## Prix de l'association
- Le prix du livre Gertrude J. Robinson a été créé par David Taras, président du CCA en 1998-1999, et est nommé en l'honneur de Gertrude J. Robinson.
- Prix de la CRTC pour l'excellence en recherche sur les politiques, un prix coparrainé par la CCA et le Conseil de la radiodiffusion et des télécommunications canadiennes[15].
- Le prix de la meilleure communication de l'ACC, anciennement connu sous le nom de prix Van Horne (avant 2010) et Beaverbrook/McGill (de 2010 à 2019), est décerné à la meilleure communication étudiante soumise à la conférence annuelle de l'ACC.